# Atalanta Fugiens (livre)
Pour les articles homonymes, voir Atalanta Fugiens.

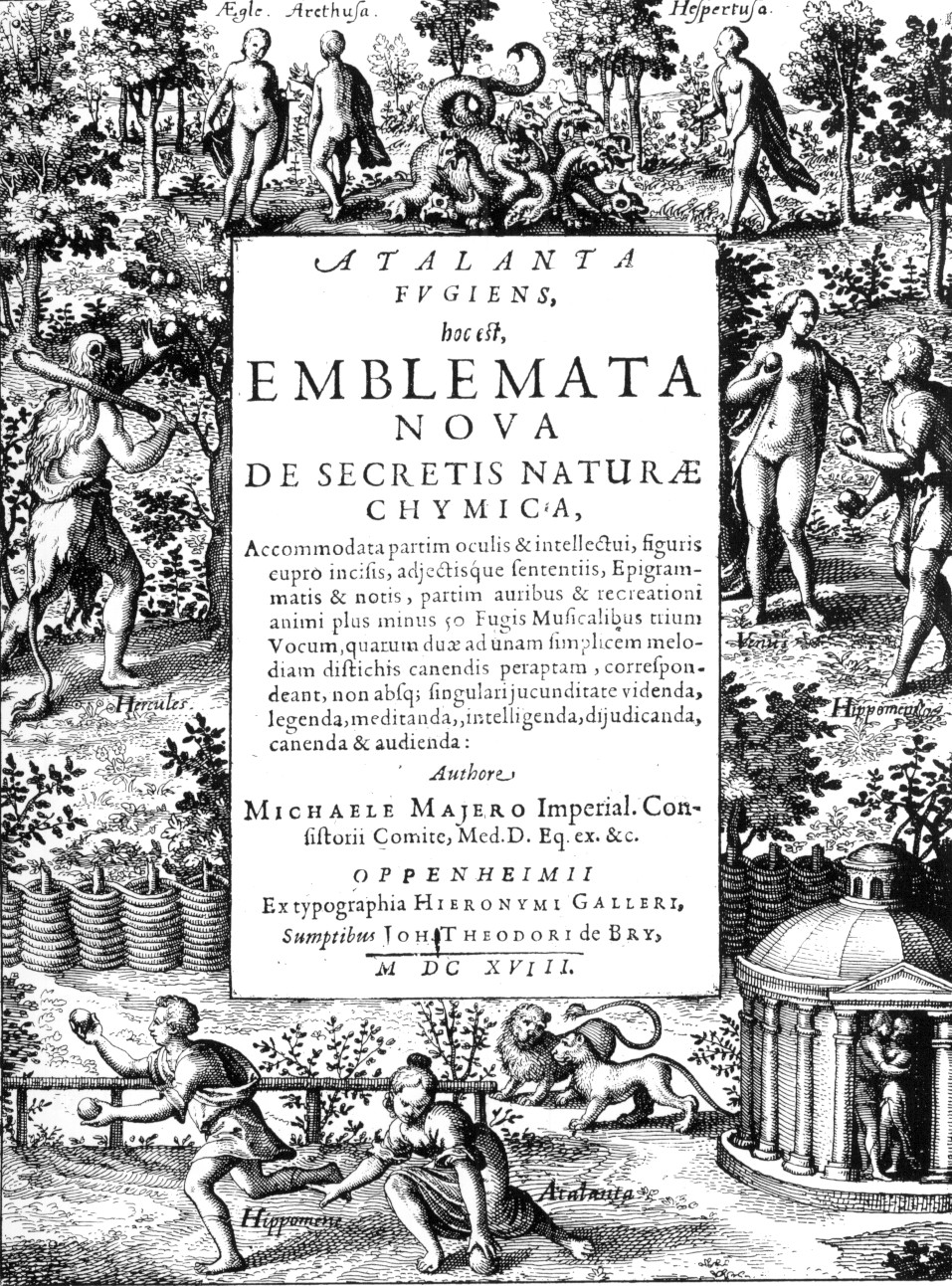
Page de titre de l'Atalanta Fugiens, 1617

Atalanta Fugiens ou Atalante Fugitive est un livre d'emblèmes de l'alchimiste Michael Maier (1568 - 1622), publié par Jean Théodore de Bry à Oppenheim en 1617 (2e édition 1618). Il se compose de 50 discours illustrés par Matthäus Merian, chacun accompagné d'un vers épigrammatique, d'une prose et d'une fugue musicale. Il peut donc être considéré comme l'un des premiers exemples de contenu multimédia.

## Page de titre
La page de titre représente diverses scènes de la mythologie grecque liées aux pommes d'or :
- en haut : le jardin des Hespérides .
- à gauche : Hercule étendant son bras pour saisir l'une des pommes d'or.
- à droite: Aphrodite remettant les pommes d'or à Hippomène .
- en bas : course entre Atalante et Hippomène, avec Atalante ramassant une pomme. Derrière eux se trouve un temple avec des amoureux s'embrassant, tandis qu'à l'arrière-plan apparaissent un lion et une lionne.

## Préface

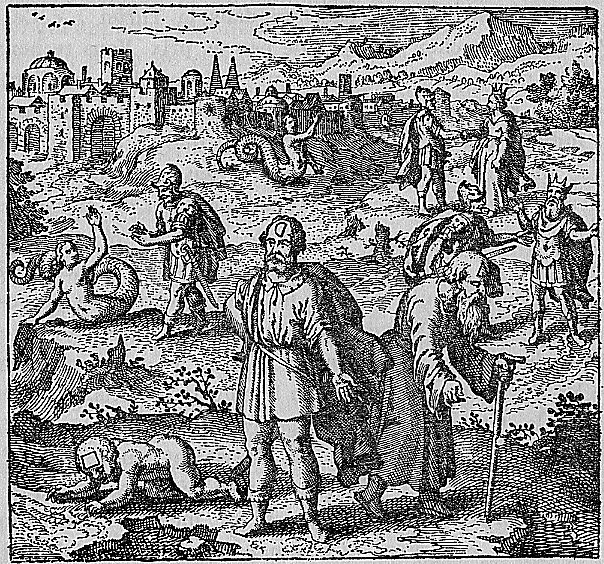
La réinterprétation de Maier de l'énigme du Sphinx comme illustré dans l'emblème 39.

La préface contient une dissertation sur la musique ancienne et raconte le mythe grec d'Atalante et Hippomène.

## Discours
Chacun des 50 discours contient :
- Une gravure sur cuivre par Matthäus Merian ;
- Une épigramme en vers mis en musique sous la forme d'une fugue à trois voix : Atalante, ou la vox fugiens ; Hippomenes, ou la vox sequens, et Pomum objectum (Apple) ou vox morans. « Atalanta fugiens » est un jeu de mots sur « fugue » [2] ;
- Une épigramme en allemand ;
- Un vers latin avec un discours d'accompagnement[3].